# Laureano Ruiz
Laureano Ruiz Quevedo (* 21. Oktober 1937 in Villafufre, Kantabrien) ist ein ehemaliger spanischer Fußballspieler und -trainer.

## Karriere
Ruiz kam im Alter von 18 Jahren zu Racing Santander und spielte dort bis 1959. Bei Santander war er gleichzeitig Spieler und Trainer der Jugendmannschaft. Mit 24 ging er zu Gimnástica de Torrelavega, blieb aber weiterhin Coach der Jugendmannschaft Santanders. Bereits mit 28 Jahren beendete er seine Spielerkarriere, um sich noch mehr auf seine Trainerposition konzentrieren zu können.
1967 wurde er Trainer der ersten Mannschaft von Racing Santander. Santander stieg in dieser Saison (1967/68) in die Tercera División ab.
Anfang der 70er war er Trainer der Jugendmannschaft Barcelonas, mit der er in diesen Jahren fünf Meisterschaften in Folge holte.
In der Saison 1975/76 übernahm er Barcelona als Drittplatzierten der Tabelle sechs Spieltage vor Saisonende und konnte Barça noch zur Vizemeisterschaft führen. Nach dem Ende der Saison machte er für Rinus Michels Platz.  Von 1976 bis 1978 war Ruiz Trainer vom FC Barcelona B.
Zur Saison 1978/79 wurde er zum Trainer von Celta Vigo ernannt. Ruiz vermochte es jedoch nicht Celta Vigo in dieser Saison zum Klassenerhalt zu führen und verließ den künftigen Zweitligisten in Richtung Racing Santander. Santander war wie Vigo gerade aus der ersten Liga abgestiegen, doch selbst in der zweiten Spielklasse hatte Santander seine Probleme und hatte am Ende der Saison 1979/80 nur einen Punkt mehr als der beste Absteiger. Ruiz war schon Mitte der Saison entlassen worden.
Insgesamt war er mehr als 50 Jahre lang Trainer; die längste Zeit davon, 22 Jahre, bei Racing Santander.